# Лугайд Ламдерг
Лугайд Ламдерг — (ірл. — Lugaid Lámderg)  — Лугайд Червона Рука — верховний король Ірландії (за середньовічною ірландською історичною традицією). Час правління: 616–609 до н. е. (згідно «Історії Ірландії» (ірл. — Foras Feasa ar Éirinn) Джеффрі Кітінга) або 839–832 до н. е. (згідно хроніки Чотирьох Майстрів). Син Еохайда Вайрхеаса (ірл. — Eochaid Uaircheas) чи то Еоху Вайрхеса (ірл. — Eochu Uairches) — верховного короля Ірландії. Як повідомляє «Книга Захоплень Ірландії» (ірл. — Lebor Gabála Érenn), правив тільки південною частиною Ірландії. Співправитель Конайнга Бекеклаха (ірл. — Conaing Bececlach) (брата Еоху Фіадмуйне), що правив на півночі Ірландії. Прийшов до влади вбивши свого попередника — Еоху Фіадмуйне, що був вбивцею його батька і правив південною половиною Ірландії. Проте Джеффрі Кітінг та Чотири майстри повідомляють, що він, вбивши Еоху Фіадмуйне, став правителем всього острова. Правив Ірландією протягом 7 років. Його вбив Конайнг Бекеклах, що став верховним королем і правителем всього острова. «Книга захоплень Ірландії» синхронізує його правління з часом правління Артаксеркса I (465–424 до н. е.) та Дарія II (423–404) в Персії, що сумнівно.